# Segona guerra Matabele
La segona guerra Matabele fou un breu conflicte armat desenvolupat el 1896 que va portar a la Companyia Britànica de l'Àfrica del Sud a dominar completament Matabelàndia.

## Antecedents
Cecil Rhodes i la seva Companyia Britànica de l'Àfrica del Sud el 1890 va aixecar una columna de pioners per colonitzar amb grangers blancs, Maxonalàndia, més tard part de Zimbabwe, i tenia un interès personal en la contínua expansió dels assentaments blancs a la zona. El Cos de Pioners es va dissoldre oficialment l'1 d'octubre de 1890 i a cada membre se li van concedir terres per cultivar, en un territori que es va conèixer com Zambèsia del Nord. El 9 de maig de 1891 una Ordre del Consell va declarar Matabelelàndia i Maxonalàndia protectorats britànics, i Rhodes va utilitzar un atac dels ndebeles contra els xona prop de Fort Victoria el 1893 com un pretext per atacar el regne matabele de Lobengula, que va morir de verola al gener 1894. El 23 de gener de 1894 es van unir Matabelelàndia i Maxonalàndia en una entitat anomenada Zambèsia del Sud, que al seu torn el 3 de maig de 1895 es va unir amb Zambèsia del Nord per formar el protectorat de Rhodèsia. Després de la guerra, les forces britàniques de la Companyia Britànica de l'Àfrica del Sud acantonades a Maxonalàndia ocupaven el país militarment. Matabelàndia havia estat declarat protectorat britànic el 1891 però el rei mai havia reconegut aquest domini. Però el rei Lobengula va morir misteriosament el 1894 i en els mesos següents es va establir de fet una administració militar.

## Conseqüències
El març de 1896, els matabeles o ndebeles es van revoltar contra l'autoritat de la Companyia. Aquesta revolta és avui dia celebrada a Zimbàbue com a "Primera Chimurenga" (Primera guerra d'independència). El cap religiós Mlimo hauria instigat a la gent contra els britànics i els hauria convençut que els colons blancs (uns 4000 aleshores) eren responsables de la sequera, les plagues de llagostes i la pesta bovina del bestiar que assolava el país en aquell moment.
La crida a l'aixecament feta per Mlimo va ser molt oportuna. Només uns mesos abans, l'Administrador General de la British South Africa Company amb centre a Maxonalàndia i amb autoritat sobre Matabelelàndia, Leander Starr Jameson, havia enviat les tropes i armaments per combatre contra la República de Transvaal en l'anomenat "Raid de Jameson" el que va deixar la seguretat de Matabelàndia en precari. El juny de 1896 els xona també es van unir a la lluita, encara que en general es van quedar majoritàriament a la defensiva. Els britànics van enviar tropes immediatament per suprimir les revoltes de ndebele i xona, però la tasca va ocupar mesos i els costos foren centenars de vides abans que el territori quedés sotmès altre cop i en pau. Poc després de saber-se l'assassinat de Mlimo a mans de l'explorador nord-americà Frederick Russell Burnham, Cecil Rhodes va mostrar gran valentia quan va anar caminant sense armes a la fortalesa ndebele de Matobo Hills i va persuadir als impi (les unitats de guerrers zulús) de deposar les armes, de manera que la guerra va arribar a la seva fi a l'octubre de 1896.
Matabelelàndia i Maxonalàndia van seguir com províncies del govern de Rhodèsia, i per primer cop es va designar un administrador a Matabelàndia (1896 a 1901).